# Kadaba, Gubbi
Kadaba là một làng thuộc tehsil Gubbi, huyện Tumkur, bang Karnataka, Ấn Độ.